# 敘利亞-瑪拉巴禮天主教巴萊教區
敘利亞-瑪拉巴禮天主教巴萊教區（拉丁語：Eparchia Palaiensis）是東儀天主教的一個教區（敘利亞－瑪拉巴禮），位於印度喀拉拉邦中部，受金格納傑里總教區管轄。
教區成立於1950年7月25日，2009年有教友326,747名（佔轄區總人口百分之47.0），由518名司鐸名管理169個堂區。現任教區主教為若瑟·卡拉蘭加特。